# Nordkjosbotn
Nordkjosbotn (en sami septentrional: Gárgán) es una pequeña localidad del municipio de Balsfjord en Troms, Noruega. La iglesia de Nordkjosbotn tiene su sede aquí. 

## Demografía
Posee una población de 431 habitantes, con una densidad de 616 hab/km².  Nordkjosbotn Church is located in this village.

## Ubicación
Nordkjosbotn se localiza a 70 kilómetros de Tromsø,  en los límites de Nordkjosen, una ramificación del fiordo Balsfjorden donde el río Nordkjoselva se une con él. La villa se localiza en un estrecho valle rodeado de una gran cantidad de montañas, siendo la más destacable Store Russetind al suroeste. El área es en parte una marisma y una llanura aluvial formadas por el río Nordkjoselva. Storsteinnes se encuentra 20 km al oeste y Hatteng (in Storfjord) a 20 km al este.

## Transportes
Las rutas europeas E6 y E8 forman un cruce en el pueblo, siendo uno de los mayores de la región Nord Norge. Se estima que 3 millones de personas circulan anualmente. 

## Galería

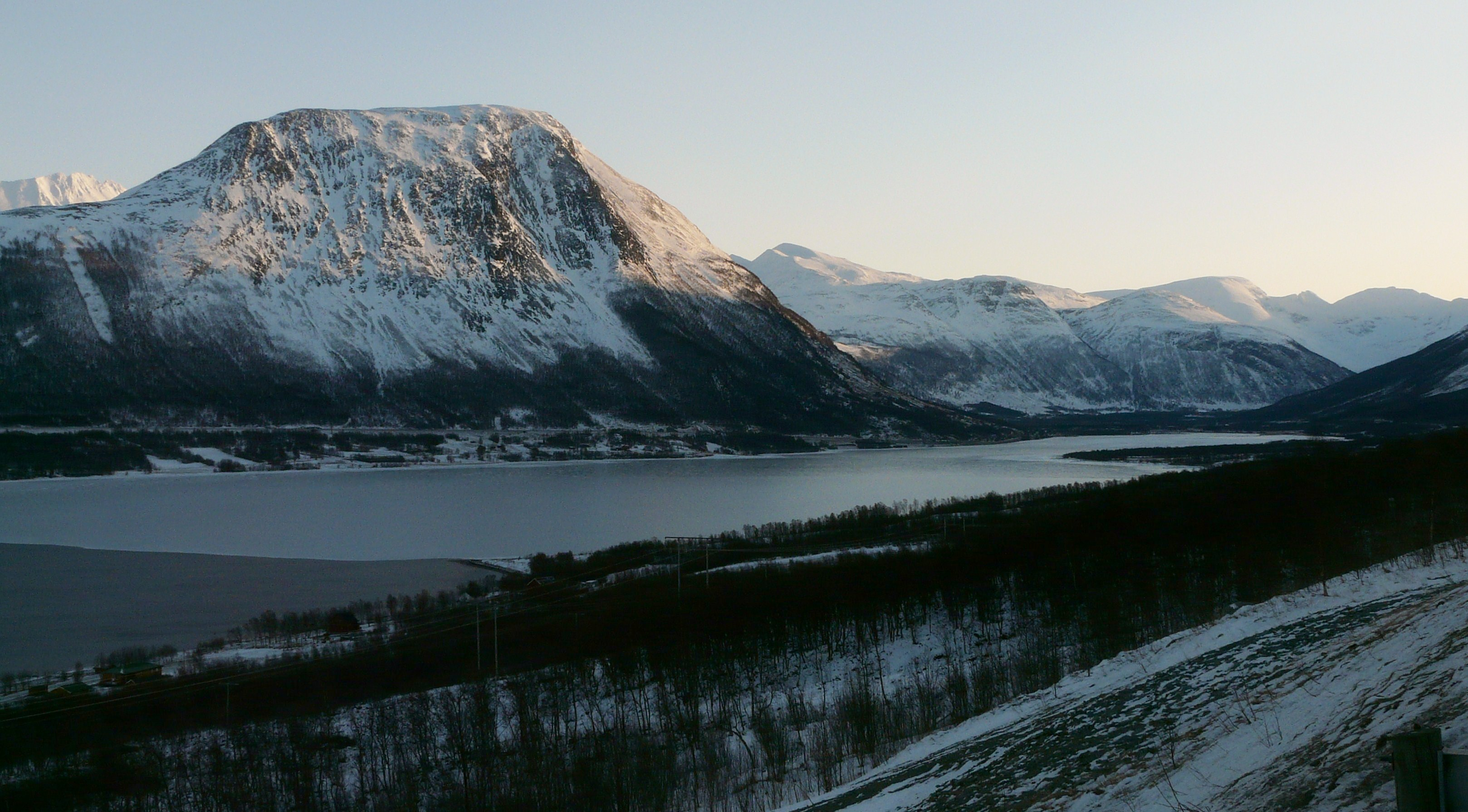
Nordkjosbotn desde una zona de descanso de la ruta E6.
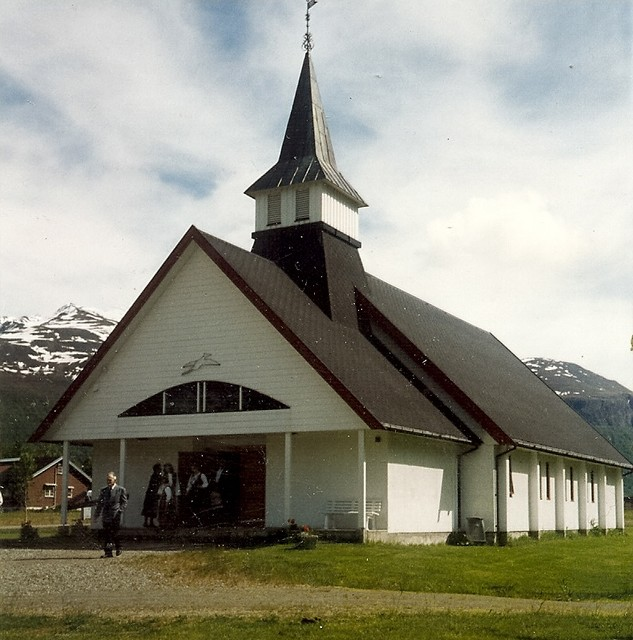
Iglesia de Nordkjosbotn
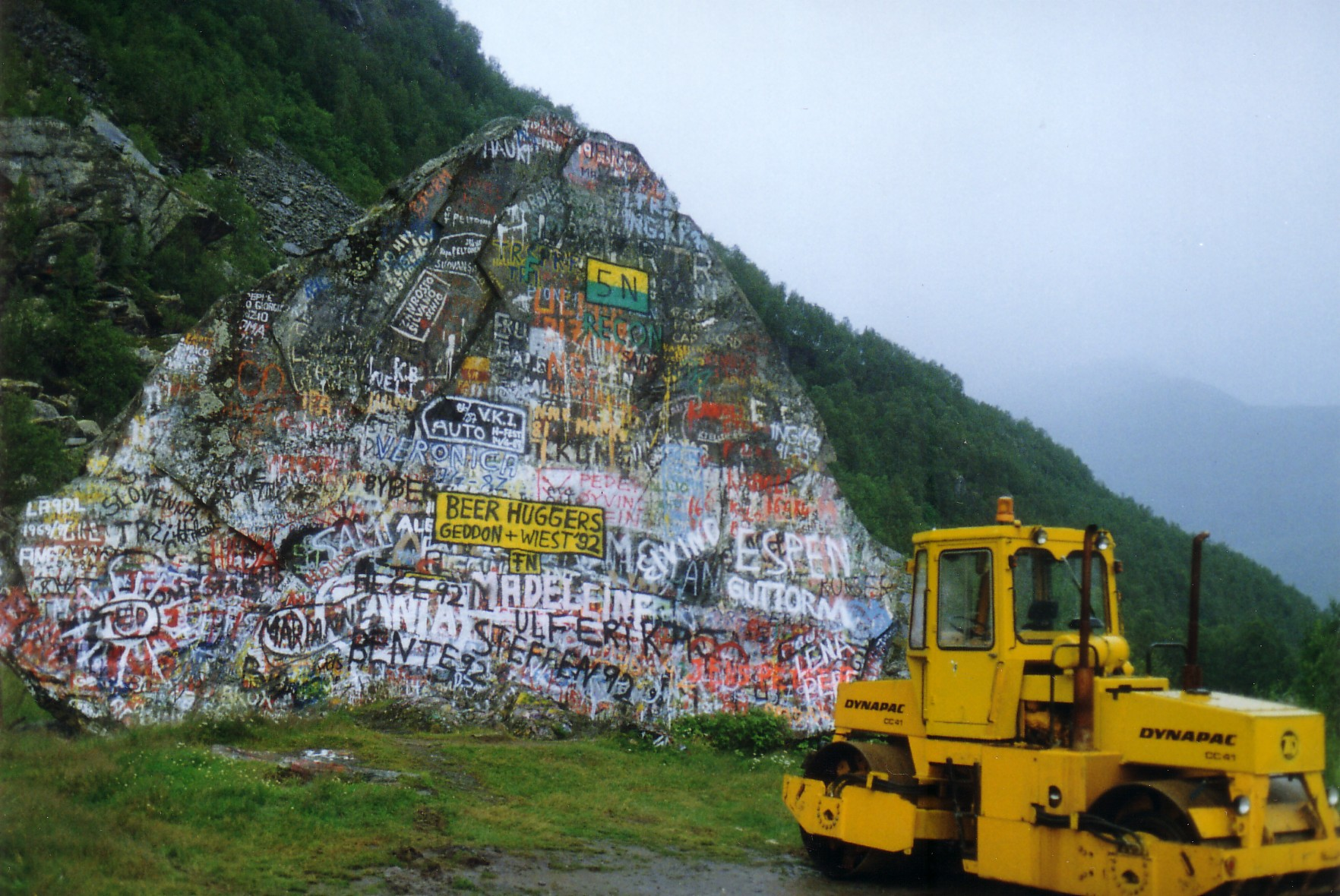
La piedra de los nombres cerca de Nordkjosbotn.